# 1327 en santé et médecine
| Années de la santé et de la médecine : 1324 - 1325 - 1326 - 1327 - 1328 - 1329 - 1330    |
| Décennies de la santé et de la médecine : 1290 - 1300 - 1310 - 1320 - 1330 - 1340 - 1350 |

Cet article présente les faits marquants de l'année 1327 en santé et médecine.

## Événements
- 4 mars : Michel Mauconduit, seigneur de Criquetot, fonde au hameau de Briquedalles, près de Sassetot, un hôpital qui perdurera jusqu'en 1666[1].
- 16 août : fondation de l'hôpital de Bracon, en Franche-Comté, par Mahaut d'Artois[2].
- Fondation de l'hôpital des Antonins à Toulouse[3].
- Fondation de l'hôpital Saint-Michel à Salins, en Franche-Comté, par la comtesse Mahaut[4].
- Fondation de l'hôpital d'Arlay, en Franche-Comté, par Ponce, seigneur du lieu[5].
- Fondation de l'hôpital des Haudriettes à Paris[6].
- Fondation à Gand, dans le comté de Flandre, de l'hospice Notre-Dame de Schreyboom ou Notre-Dame-des-Sept-Douleurs où, en 1845, « on alimente encore plusieurs pauvres femmes[7] ».
- Sous le nom de Perrod Jaquemin, un apothicaire est mentionné pour la première fois à Fribourg, en Suisse[8].
- 1327-1328 : Jean de Padua (fl. 1301-1328), chirurgien de Philippe le Bel, soigne au château de Conflans le fou de Mahaut, comtesse d'Artois[9].

## Décès

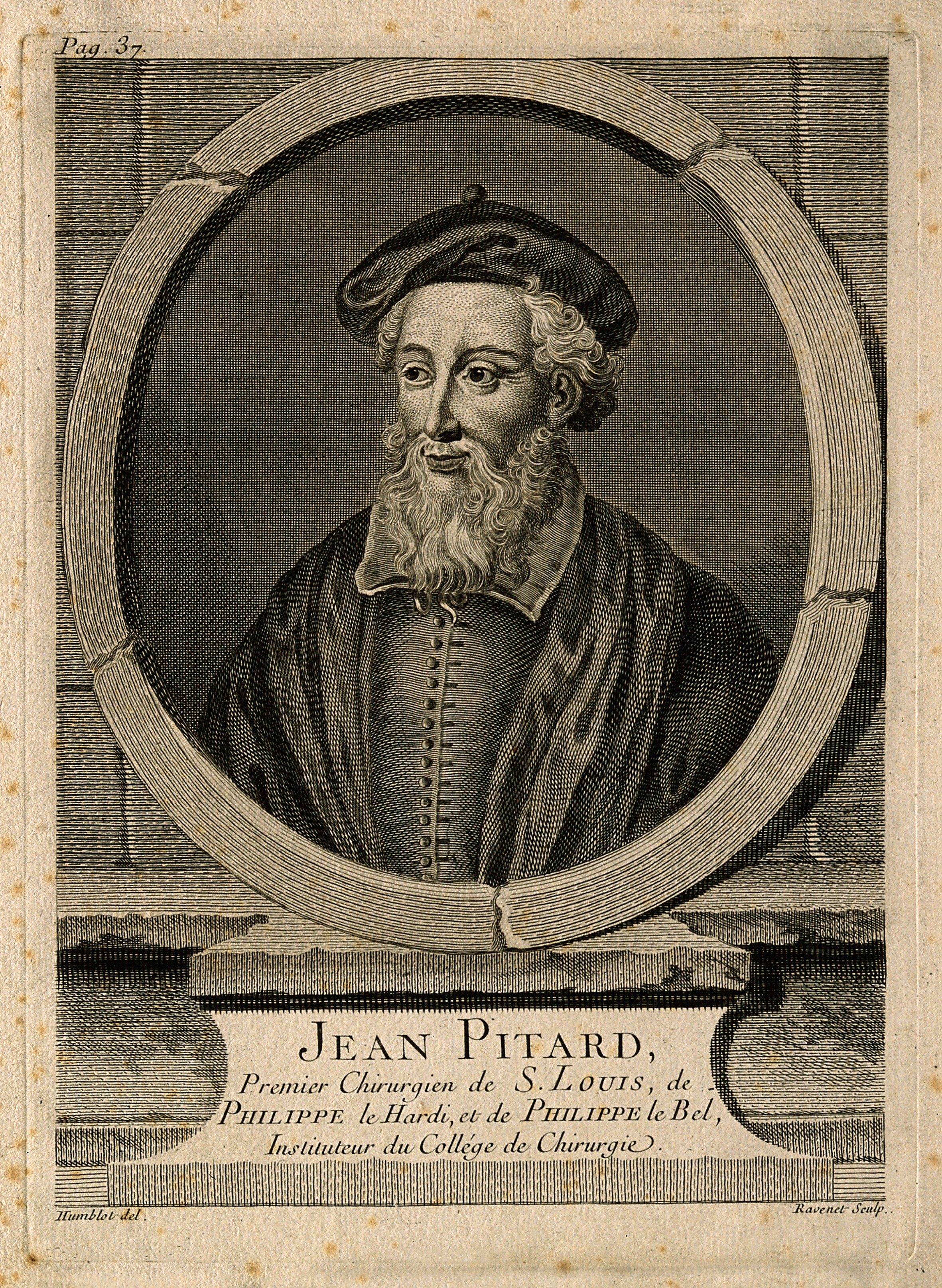
Jean Pitard
Ravenet, 1749
d'après Humblot

- 8 juin : Jean de Pavilly (né à une date inconnue), clerc, médecin des rois de France Louis X et Philippe V[9].
- 10 septembre : Cecco d'Ascoli (né en 1269), poète, théologien, philosophe, astrologue et médecin italien, auteur d'un ouvrage de médecine, le Modo di conoscere quali infermità siano mortali o no per via delle stelle (« Manière de connaître quelles maladies sont mortelles ou non sous l'influence des astres[11] »).
- 30 septembre : Dino del Garbo (né vers 1280), médecin italien, professeur à Bologne, Padoue, Florence et Sienne, élève de Thaddée de Florence, fils du chirurgien Bono del Garbo et père du médecin Thomas del Garbo[12].
- 1325 ou 1327 : Luo Zhiti (né vers 1238), médecin chinois, maître de Zhu Zhenheng[13],[14].
- 1327 au plus tôt, probablement après septembre 1328[15] : Jean Pitard (né vers 1248[15]), chirurgien des rois de France Philippe le Hardi et Philippe le Bel.